# Köhlerberg (Wolfsburg)
Köhlerberg ist ein Stadtteil von Wolfsburg. Er liegt südlich des Stadtzentrums und entstand in den 1950er Jahren.

## Lage
Begrenzt wird der Stadtteil östlich durch den Hasselbach, südlich durch ein Waldgebiet, westlich durch die Braunschweiger Straße und nördlich durch Siemensstraße und Berliner Ring.

## Beschreibung
Der Köhlerberg besteht überwiegend aus Wohnbebauung, zumeist in Form von Eigenheimen, im westlichen und nördlichen Bereich aus Geschosswohnungsbau. Im Stadtteil befinden sich eine katholische Schule und eine neuapostolische Kirche. Im östlichen Bereich befinden sich Sporteinrichtungen (Fußball), der Kleine Schillerteich und ein Freibad.

## Geschichte
1938 – im Jahr der Stadtgründung – war der Bereich des heutigen Stadtteils Köhlerberg nicht bebaut, der Kleine Schillerteich war schon vorhanden. Bereits 1938 war die Bebauung dieses Gebietes geplant, wurde jedoch in den Folgejahren kriegsbedingt nicht umgesetzt. 1951 begann die Bebauung des Stadtteils Köhlerberg. In diesem Jahr wurden auch das nach dem im Januar dieses Jahres verstorbenen Ferdinand Porsche benannte Porschestadion des 1. FC Wolfsburg und das Freibad VW-Bad erbaut. 1951/52 entstand die Esso-Tankstelle an der Braunschweiger Straße, 1953 südlich davon das einzelnstehende Haus des Arztes Wilhelm Wolf. 1954 begann in der neuerbauten Eichendorffschule der Unterricht, 1955 wurde die neuapostolische Kirche eingeweiht. 1956 war die Bebauung des Stadtteils weitgehend abgeschlossen. Am 1. Mai 1959 erfolgte die Gründung der Siedlergemeinschaft Köhlerberg. 1964 wurde zwischen VW-Bad und Porschestadion der Schulverkehrsgarten eröffnet, er bestand bis in die 1990er Jahre. 2007 wurde am Porschestadion das Nachwuchsleistungszentrum mit Fußballinternat des VfL Wolfsburg eröffnet. 2012 wurde in der ehemaligen Esso-Tankstelle die Stromtankstelle E-Mobility-Station zur Betankung von Elektroautos eröffnet.

## Politik
Der Köhlerberg bildet gemeinsam mit den benachbarten Stadtteilen Hellwinkel, Heßlingen, Rothenfelde, Schillerteich, Stadtmitte, Steimker Gärten und Steimker Berg die Ortschaft Stadtmitte, die durch einen Ortsrat vertreten wird. Ortsbürgermeister ist Erich Schubert (SPD).

## Kultur und Sehenswürdigkeiten
- VW-Bad. Im Sommer 1951 wurde das Freibad eröffnet, es war ein Geschenk des Volkswagenwerkes an die Stadt Wolfsburg. Zuvor wurde im Großen Schillerteich oder im Mittellandkanal gebadet.
- Drei Steine. Sandsteinformation im Wald südlich des VW-Bades.
- Stromtankstelle E-Mobility-Station (Braunschweiger Straße 10). Die 1951 erbaute, seit 1995 unter Denkmalschutz stehende ehemalige Esso-Tankstelle war bis 2005 in Betrieb.[6] Nach einer 2012 erfolgten Restaurierung diente das Gebäude ab 2013 als Stromtankstelle E-Mobility-Station.[7]

### Kunst im Stadtbild
- Schutzmantelmadonna an der Eichendorffschule von Maximilian Stark[8] (1922–1998)

## Wirtschaft und Infrastruktur

### Bildung

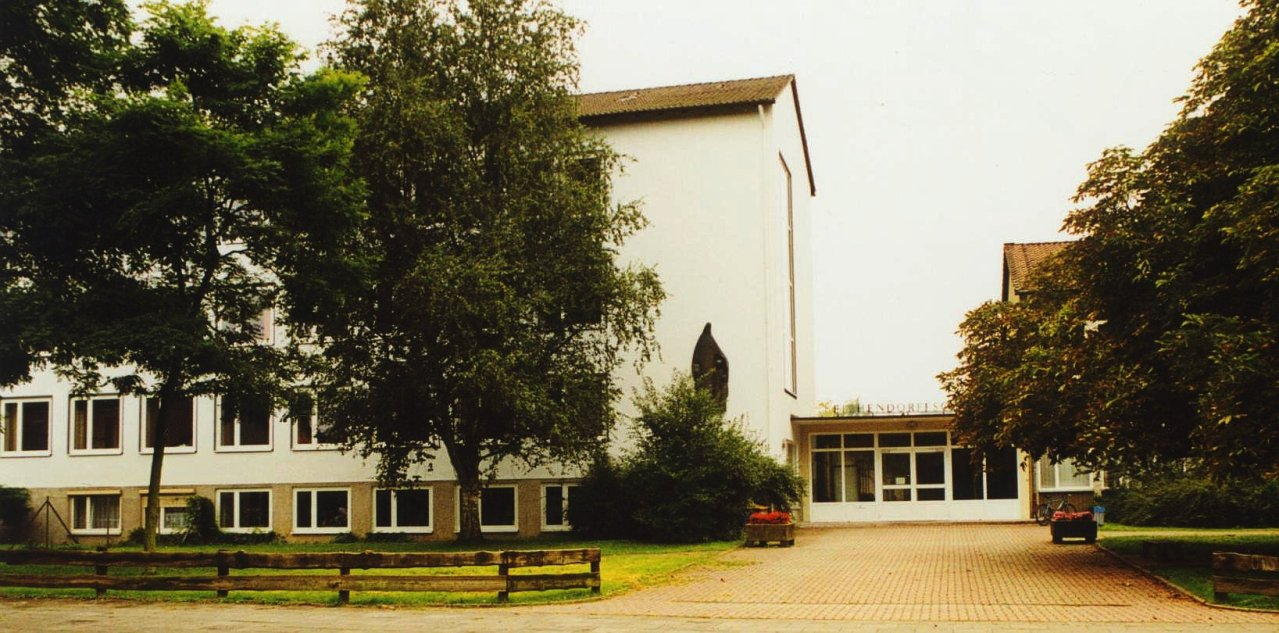
Eichendorffschule

Die katholische Eichendorffschule, benannt nach Joseph von Eichendorff, wurde als Volksschule IV. errichtet. Am 15. Juni 1954 wurden die ersten Klassenräume an der Frauenteichstraße bezogen, zuvor befanden sich die Klassenräume der bereits 1948 gegründeten Schule in Schulbaracken an verschiedenen Standorten im Stadtgebiet. Heute befinden sich am Standort Frauenteichstraße Oberschule und Gymnasium; der Schulkindergarten und die Grundschule befinden sich im Stadtteil Rabenberg.

## Religionen

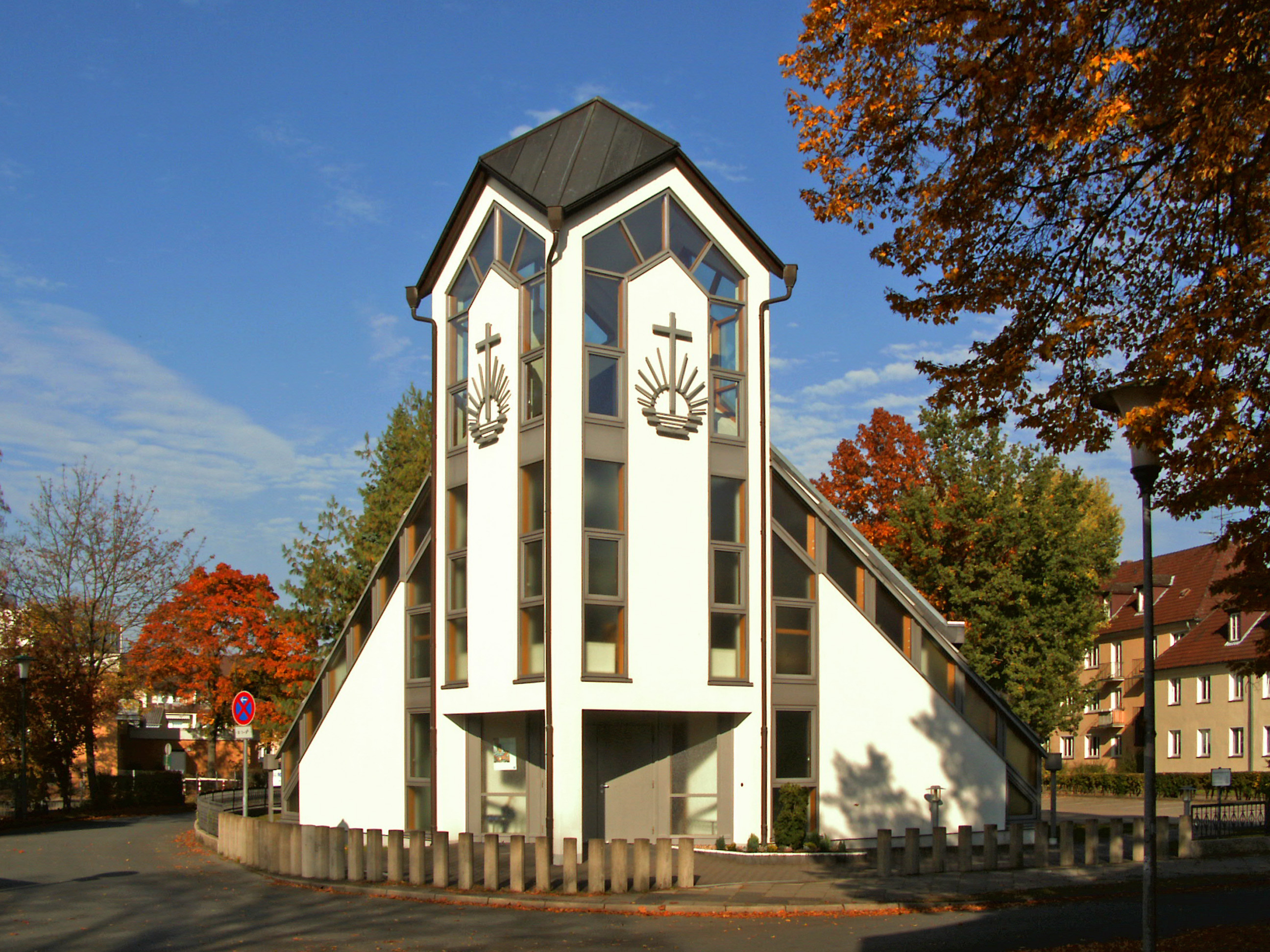
Neuapostolische Kirche

Eine Neuapostolische Kirche befindet sich an der Straße Königswiese. Bereits seit 1948 fanden neuapostolische Veranstaltungen in einer Schulbaracke an der Heinrich-Heine-Straße statt. 1950 wurde die Gemeinde gegründet, zuvor gehörten die neuapostolischen Einwohner Wolfsburgs zur Gemeinde Fallersleben. Am 30. März 1955 wurde die Kirche eingeweiht, später wurde sie um einen turmförmigen Anbau erweitert.
Evangelische und katholische Kirchen befinden sich im benachbarten Stadtteil Schillerteich.